# Раяла, Лембит (футболист)
Лембит Раяла (эст. Lembit Rajala; 1 декабря 1970, Таллин, Эстонская ССР, СССР) — советский и эстонский футболист, нападающий. Выступал за национальную сборную Эстонии.

## Биография

### Клубная карьера
Воспитанник таллинской футбольной секции «Лывид» (ныне — ФК «Флора»), тренер — Роман Убакиви. С 1987 года выступал в матчах первенства Эстонской ССР. В 1989 году провёл шесть матчей и забил один гол во второй лиге СССР в составе таллинского «Спорта», затем снова выступал в первенстве республики.
В 1991—1992 годах играл за клубы низших дивизионов Финляндии — «Мянтян Вало» и «Хонку».
В 1992 году дебютировал в независимом чемпионате Эстонии в составе «Флоры». Выступал за команду в течение шести сезонов, неоднократно становился чемпионом и призёром чемпионата. В сезоне 1995/96 стал лучшим бомбардиром чемпионата с 16 забитыми голами. Непродолжительное время выступал в аренде за клубы, входившие в систему «Флоры» — две команды из посёлка Лелле, а также «Тулевик» (Вильянди).
В 1997—2001 годах выступал за клуб третьего дивизиона Финляндии «Мариехамн», забил за это время 65 мячей. В 1999 году также сыграл три матча в высшем дивизионе в составе «КТП» (Котка).
После окончания карьеры живёт и работает в Финляндии.

### Карьера в сборной
В национальной сборной Эстонии дебютировал 25 октября 1992 года в матче против Мальты, выйдя на замену на 76-й минуте вместо Александра Пуштова. Свой первый гол за сборную забил 26 октября 1993 года в ворота команды Лихтенштейна. Последнюю игру провёл 7 июля 1996 года против Литвы. Всего на счету футболиста 26 матчей и два гола за национальную команду.

## Достижения
- Чемпион Эстонии (2): 1993/94, 1994/95
- Серебряный призёр чемпионата Эстонии (3): 1992/93, 1995/96, 1996/97
- Обладатель Кубка Эстонии (1): 1995
- Лучший бомбардир чемпионата Эстонии (1): 1995/96 (16 голов)